# Kananga vonná

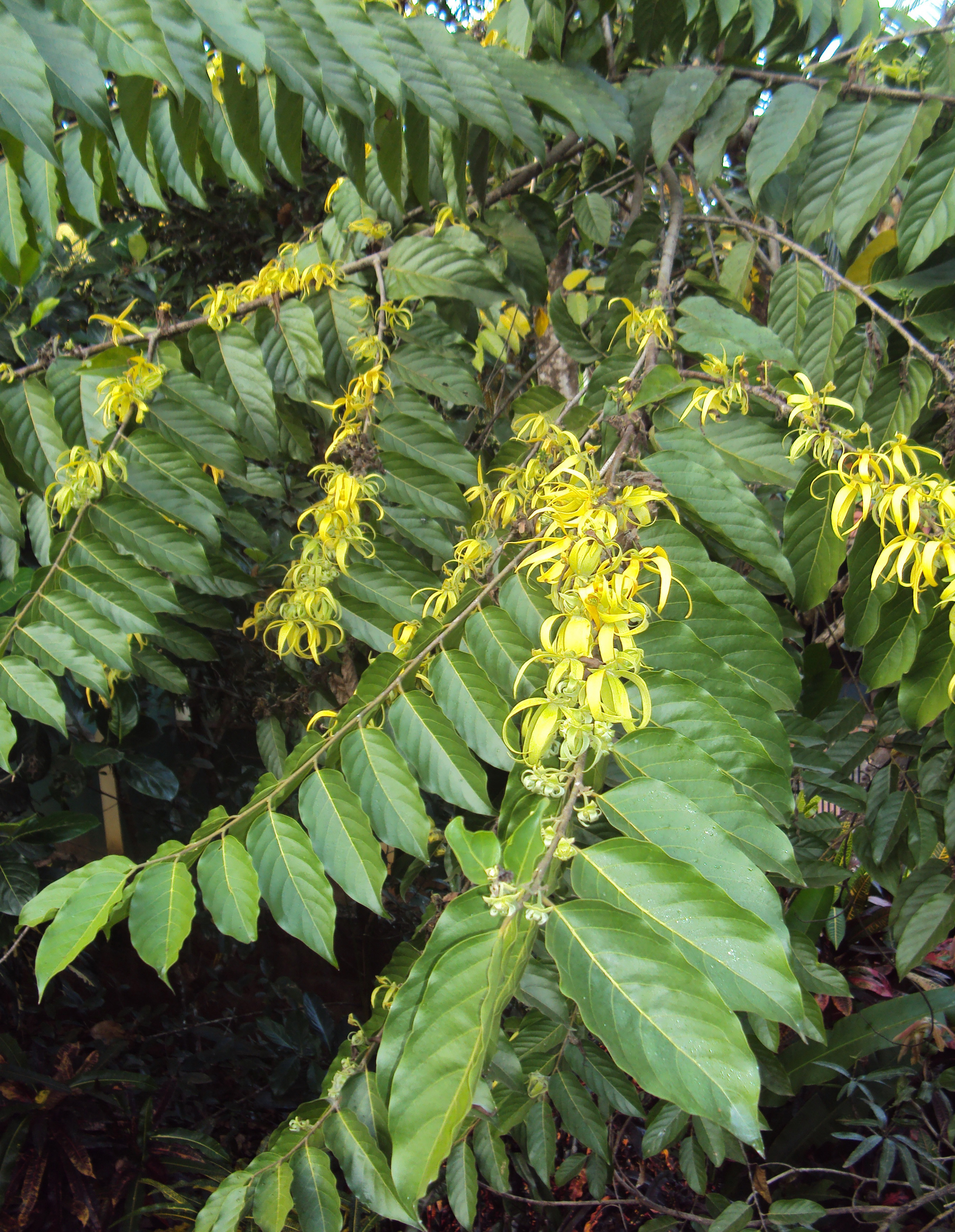
Listy a zrající květy

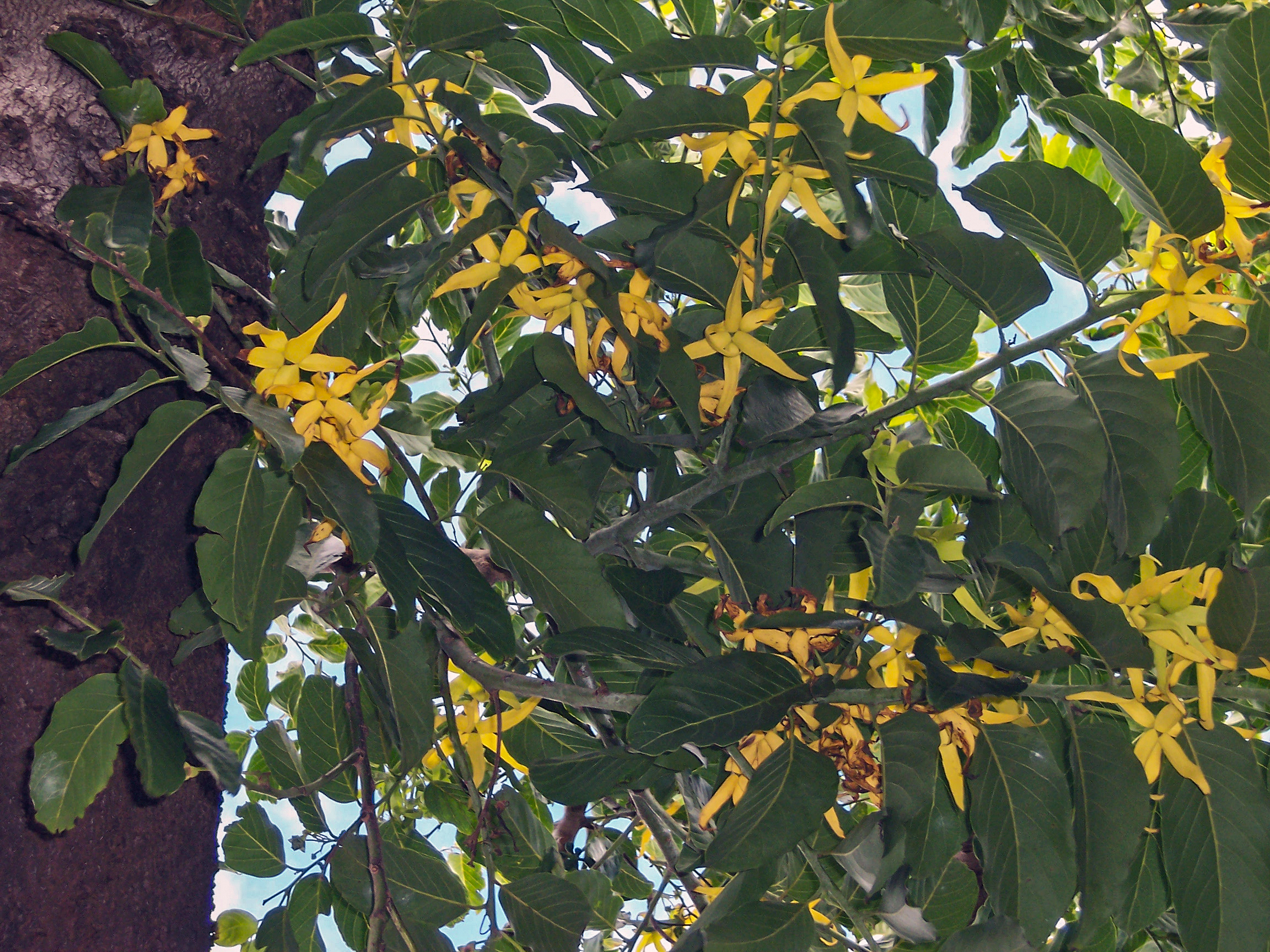
Květy vhodné k utržení

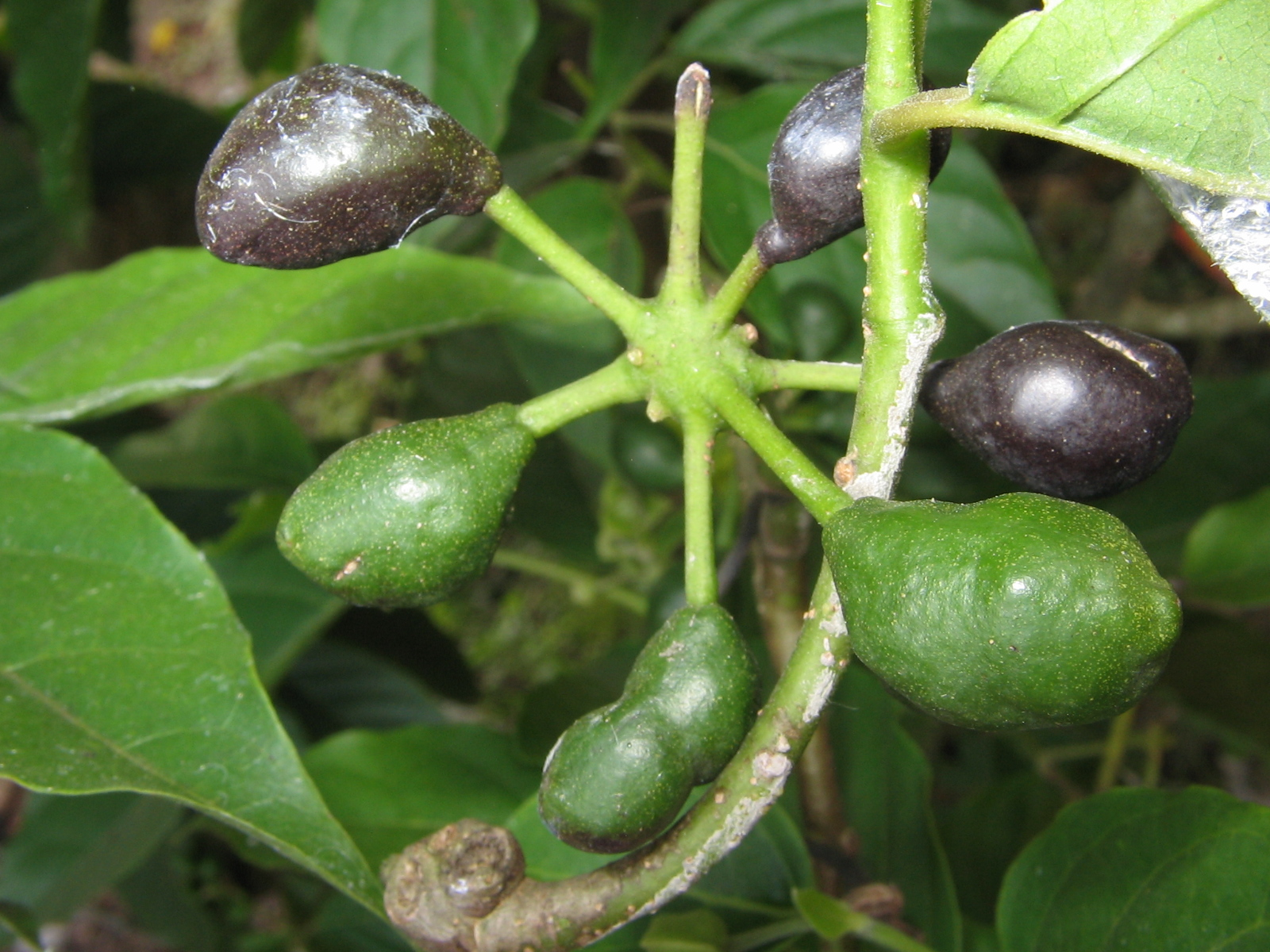
Postupně zrající plody

Kananga vonná  (Cananga odorata) je rychle rostoucí, stálezelený, středně velký strom pocházející z vlhkých tropických lesů indicko-pacifické oblasti. Pěstuje se pro voňavé květy, z kterých se destiluje éterický olej užívaný v kosmetice, v potravinářství i aromaterapii.
Za domovinu druhu jsou považovány Malajsie, Filipíny, Sumatra, Jáva, Borneo, Sulawesi, Nová Guinea a severní oblast Austrálie. Přirozeně nebo lidmi se v dávné minulosti rozšířila po Indickém subkontinentu a téměř celé jihovýchodní Asii, po tichooceánských ostrovech, v tropické Africe i ostrovech Karibiku. Jako ozdobný strom se pěstuje v tropech téměř celého světa, ale jako hospodářský významná dřevina se v současnosti využívá hlavně na plantážích Madagaskaru a Komorských ostrovů, odkud pochází většina současné světové produkce. Přirozený výskyt druhu lze přibližně ohraničit 15° severní zeměpisné šířky a 5° jižní šířky.

## Ekologie
Nejběžnějším původním stanovištěm jsou tropické nížinné lesy s průměrnými ročními srážkami 1500 až 2000 mm, přitom za spodní hranici vhodnou k růstu se pokládá 700 mm a za horní 5000 mm. Na těchto místech bývá střední roční teplota 18 až 28 °C, střední maximální teplota v nejteplejším měsíci 28 až 35 °C a průměrná minimální teplota v nejchladnějším měsíci 10 až 18 °C, rostlina nesnáší pokles pod +5 °C. Mnohdy vystupuje z nížin až do nadmořské výšky 1000 m n. m, nesnáší však slaný mořský vítr.
Strom nejlépe roste na lehkých, odvodněných půdách vulkanického nebo písčitého původu, které jsou dobře zásobené živinami a jejich pH se pohybuje od 5 do 6,5. Nejlépe se mu daří na stanovišti s propustnou zeminou, snese však i občasné déletrvající zaplavení. Špatně roste v bažinatých nebo slaných půdách, kvůli dlouhému hlavnímu kořeni je nevyhovující půda plytká a kamenitá.
Tento druh je rozšířen na velkém území a neprochází žádnými hrozbami omezujícími jeho stabilní populační trend. Je proto IUCN považován za málo dotčený taxon (LC).

## Popis
Vždyzelený, rychle rostoucí strom vyrůstající do výše 10 až 20 m s kmenem tlustým do 75 cm a s kůrou hladkou, světle šedou až stříbřitou. V kultivaci bývá pro snadný sběr květů ořezáván a tvarován na výšku kolem 3 m. Jeho dlouhé, křehké, jen mírně vztyčené nebo převisající větve jsou porostlé visícími větvičkami se střídavými, dvouřadě uspořádanými, jednoduchými listy s úzce rýhovaným řapíkem 1,5 cm dlouhým. Čepele listů jsou celistvé, blanité až tence kožovité, lesklé a sytě zelené. Mívají tvar eliptický až vejčitě podlouhlý, jsou 13 až 29 cm dlouhé a 4 až 10 cm široké, u základny jsou zaoblené, šikmé či srdčité, na vrcholu zašpičatělé, po obvodě jsou více či méně zvlněné a mají oboustranně dobře viditelnou žilnatinu se sekundárními žílami v osmi až jedenácti párech.
Květy velké 5 až 7 cm jsou nazelenalé až žluté, ve zralosti silně voní, rostou po dvou až šesti v hroznovitých květenstvích, která visí ve shlucích na krátkých, bezlistých výhoncích vyrůstajících z úžlabí listů starších větví, listeny jsou jen krátce vytrvalé. Oboupohlavný květ roste na stopce dlouhé 2 až 5 cm, má tři drobné, na bázi srostlé, vejčité kališní lístky 6 mm dlouhé a mírně nazpět otočené. Korunních lístků vyrůstajících ve dvou kruzích je šest, jsou volné, podlouhle kopinaté, dlouhé 3 až 9 cm a široké 0,5 až 1,5 cm, na koncích jsou špičaté a často bývají pentlicovitě zkroucené. Vnější lístky jsou delší, všechny jsou sytě žluté a ve zralosti květu se na bázi lístků objeví fialově hnědá skvrna. Tyčinky s nitkami 2 mm dlouhými jsou početné, bývají uspořádané ve šroubovici a nesou načervenalé prašníky. Pestíků s nahloučenými kyjovitými bliznami bývá šest až dvanáct, semeník obsahuje deset až čtrnáct vajíček. Květy jsou opylovány nočními motýly a drobnými brouky z čeledí lesknáčkovitých, mandelinkovitých a nosatcovitých.
Plody jsou olivově zelené až načernalé, olivám podobné bobule velké asi 2 cm, které rostou v počtu sedmi až šestnácti ve svěšeném souplodí. Stopkatá kulovitá bobule obsahuje žlutou, olejnatou dužinu téměř bez chuti a ve dvou řadách dvě až dvanáct semen, která jsou asi 9 mm velká, podlouhle eliptická a zploštělá, světle hnědá a na povrchu drsná. Plody konzumují ptáci, opice, netopýři i veverky a semena rozptylují po okolí. Patnáct až dvacet semen váží asi 1 gram, čerstvá semena klíčí nejistě, rok stará již klíčí spolehlivěji. Při výsadbě nových plantáží se obvykle semena vysazují do hloubky 5 cm přímo do půdy ve sponu 6 m × 6 m, do dobře zpracované a o živiny obohacené zeminy. Vegetativní rozmnožování řízky je nejisté.

## Sklizeň
Stromy začínají na plantážích kvést ve věku asi tří let, tehdy bývají vysoké ke 3 m a dále ročně přirůstají až 2 m, dobře rostou zhruba padesát let. Kvetou celoročně, s výrazným vrcholem před obdobím sucha. Květy se trhají jednotlivě patnáct až dvacet dnů po rozevření, kdy již zežloutly a jejich vůně zesílila, obvykle se doba sklizně řídí malou fialově hnědou skvrnou na spodní části korunních lístků. Trhají se pouze zcela zralé, neboť nedozrálé nemají plnou vůní a snižují kvalitu oleje. Sbírají se od časného rána jen do 10 hodin, silné sluneční záření snižuje obsah oleje v květech. U spodu stromu se trhají ručně, výše se žebříků nebo za pomocí kleští s dlouhými rukojeťmi. Větve jsou velmi křehké a lámou se, pro snazší sklizeň se stromy zamlada tvarují, ohýbají se a později seřezávají. Plně vyvinutý a dobře obhospodařovaný strom vyprodukuje ročně asi 10 kg květů, z kterých se získá asi 250 gramů oleje.
Otrhané květy je zapotřebí po otrhání co nejdříve vydestilovat, jinak je nutno je rozložit ve stínu a zabránit fermentaci. Pouze zvadlé květy snižují množství získaného oleje, ne však jeho kvalitu. Nejběžnější metodou je parní destilace, při niž se získává několik frakcí, jen asi 25 % oleje bývá nejvyšší jakosti. Prodlužováním doby destilace se získá oleje více, ale méně kvalitního. Na Madagaskaru je z plantáže o rozloze 1 ha ročně sklizeno asi 1600 kg květů, což odpovídá asi 40 kg oleje.

## Použití
Různá kvalita oleje je dána jednak pracovním postupem při sběru květů i následné destilací, ale i rozdílnými kultivary kanangy vonné. Komerčně se pěstují dva: cv. 'Ylang-ylang', ze kterého se vyrábí kvalitnější světle žlutý „ylang-ylang olej“ pro prvotřídní dámské parfémy a cv. 'Cananga' s drsnější a houževnatější vůni pro výrobu žlutozeleného „kananga oleje“ pro pánskou kosmetiku, mýdla a různé toaletní potřeby, někdy se používají i k ochucování nápojů a potravin. Oba oleje se dělí dle kvality do stupňů Extra, First, Second a Third, podle kterých se dále používají. Mimo vůně mají oleje i protiplísňové, antiseptické a sedativní účinky a dále uvolňují napětí, snižují krevní tlak a horečku, používají se léčebně hlavně v aromaterapii. Slouží také v potravinářském průmyslu; zejména při výrobě broskvových a meruňkových aromat.
Stromy jsou používané jako alejové, nebo se sázejí podél ulic a na volné plochy uvnitř měst, kde v době květů provoňují celé okolí. Protože se lehce množí a spolehlivě rostou, bývají vysazované pro rychle zalesnění narušených oblastí. V některých oblastech Tichomoří a Střední Ameriky je kananga vonná dokonce považována za invazní druh. V zahradách je často vidět varietu 'fruticosa', keř vysoký do 1,5 m s nadpočetnými kudrnatými korunními lístky, který sice kvete celoročně, ale nikdy netvoří plody.
Dřevo stromu je narůžověle žlutohnědé, nažloutlé až světle šedé, běl i jádro je stejné barvy. Je hrubozrnné, lehké, má měrnou hmotnost asi 520 kg/m³, je měkké a náchylné k napadení termity a jiným dřevokazným hmyzem. Dobře se opracovává, soustruží, lze jej lehce vyhladit a nemá výraznou vůni. Používá se pro místní krátkodobé stavby, k výrobě palet, krabic, truhel a případně na dýhu a překližku, vyrábí se z něj kánoe a často končí jako palivo. Z vláknité kůry stromů se zhotovují silná lana.

## Chemické složení oleje
Olej Ylang-ylang v průměru obsahuje tyto hlavní látky:
33,0 % β-karyofylenu, 19,8 % y-muurolenu, 7,7 % α-humulenu, 5,4 % bergamotenu, 5,3 % benzylbenzoátu, 4,8 % farnesolu, 3,3 % β-farnesenu, 2,5 % geraniolu, 2,4 % para-kresylmethyletheru, 1,7 % p-cadinenu, 0,9 % farnesylacetátu, 0,7 % methylbenzoátu, 0,5 % kopaenu, 0,4 % linaloolu, 0,3 % benzyl salicylátu, 0,1 % benzylacetátu a další.
Olej Cananga průměrně obsahuje tyto hlavní látky:
37,0 % β-karyofylenu, 12,2 % farnesenu, 10,5 % α-karyofylenu, 7,6 % y-kadinenu, 5,4 % 5-cadinenu, 2,9 % benzylbenzoátu, 1,8 % geranyl-acetátu, 1,7 % linaloolu, 1,1 % p-kresylmethyletheru, 1,1 % (Z, E) -farnesolu, 1,0 % nerolidolu, 0,6 % geraniolu, 0,1 % benzyl salicylátu a některé další.